# Komondjari (tỉnh)
Komondjari là một trong 45 tỉnh của Burkina Faso, tọa lạc ở Est Region.
Thủ phủ (và cũng là đô thị duy nhất) là Gayéri. Tỉnh này có diện tích 5.048 km², dân số năm 1997 ước khoảng 49.389 người với mật độ dân số 9,8 người/km²